# Z.Hera
Ji Hye-ran (nacida el 3 de enero de 1996), conocida por su nombre artístico Z.Hera, es una cantante y actriz surcoreana. Participó en el programa documental Human Theater (2006) como la niña shaolin cuando tenía 11 años de edad. Recibió atención después de ser la primera cantante surcoreana en aparecer en el sitio social estadounidense BuzzFeed. Es conocida por su papel en Escuela Moorim (2016) y Moon Lovers: Scarlet Heart Ryeo (2016).

## Vida personal
Aprendió Shaolin Kungfu en el Templo Shaolin desde que estaba en la escuela primaria. Habla cuatro idiomas: coreano, inglés, mandarín y japonés básico. Entrenó durante 5 años para dominar sus habilidades de baile con la ayuda de Nam Hyun-joon.

## Discografía

### EP
| Título       | Detalles |
| ------------ | --- |
| Z. Hera Born | - Lanzamiento: 13 de mayo de 2013 - Etiqueta: Artisans Music, CJ E&M Track listing 1. Peacock (공작새) 2. Re:Start 3. 고백하는 날 the Day To Propose 4. Re:Start (Gold Brothers Remix) 5. Peacock (공작새) [Ver. en inglés] 6. Peacock (공작새) [Inst.] |
| XOX          | - Publicado: 22 de julio de 2015 - Etiqueta: Artisans Music, Show City Times, CJ E&M Track listing 1. 피넛버터 (Peanut Butter) 2. XOX (feat. Gaeun) 3. Love No.9 4. Peanut Butter 5. XOX (Inst.) 6. 피넛버터 (Inst.)                                    |

## Filmografía

### Serie de televisión
| Año  | Título                          | Red                   | Papel          | Notes                             |
| ---- | ------------------------------- | --------------------- | -------------- | --------------------------------- |
| 2013 | Nail Shop Paris                 | MBC QueeN             | Cameo          |                                   |
| 2016 | Escuela Moorim                  | KBS2                  | Jenny Oh       | reparto                           |
| 2016 | Moon Lovers: Scarlet Heart Ryeo | SBS                   | Park Soon-deok | reparto                           |
| 2016 | Weightlifting Fairy Kim Bok Joo | MBC                   | Song Shi-eon   | invitada                          |
| 2017 | Ruby Ruby Love                  | Naver TV Cast OnStyle | Yoo Bi-joo     | reparto                           |
| 2017 | Fight for My Way                | KBS2                  | Sonya          | participación especial, Ep. 6 & 8 |
| 2017 | School 2017                     | KBS2                  | Yoo Bit-na     | reparto                           |
| 2017 | Hello, My Twenties! 2           | JTBC                  | Cameo, Ep. 10  |                                   |
| 2018 | Something in the Rain           | JTBC                  | Ga-yeong       |                                   |
| 2018 | Top Management                  | YouTube Premium       | Song Hae-na    |                                   |
| 2019 | Love Alarm                      | Netflix               | Kim Jang-go    |                                   |

### Reality
| Año  | Título        | Papel        | Red  | Notas      |
| ---- | ------------- | ------------ | ---- | ---------- |
| 2006 | Human Theater | niña Shaolin | KBS2 | Documental |

### Vídeos musicales
| Título                        | Álbum        |
| ----------------------------- | ------------ |
| "Peacock" (Versión Coreana)   | Z. Hera Born |
| "Peacock" (Versión En Inglés) | Z. Hera Born |
| "D Island"                    |              |
| "XOX"                         | XOX          |